# Hiroaki Kitano
Hiroaki Kitano, född 1961, är en japansk forskare inom artificiell intelligens. Han är vd för Sony Computer Science Laboratory, och chef för System Biology Institute i Tokyo. Han deltog i utvecklingen av Sonys robothund AIBO, och bidrog till utvecklingen av System Biology Markup Language (SBML). 
Kitano var en av grundarna av RoboCup, i vilken robotar tävlar mot varandra i fotboll. 